# Valkiri
Valkiri (af. walkiria) – południowoafrykańska samobieżna wyrzutnia rakietowa opracowany w 1980 przez Somchem, oddział korporacji Denel. Badania i testy zakończono w roku 1981. W walkach wzięła udział w latach 1987-88 wspierając siły zbrojne Południowej Afryki-South African Defense Force (SADF) w południowej Angoli przeciwko FAPLA wspieranymi przez Kubańczyków, szczególnie podczas trwania operacji Hooper i Modular.

## Opis
Bazuje w dużej mierze na sowieckiej wyrzutni rakietowej BM-21. Najbardziej zauważalne różnice między nimi to:
- Zmiana rakiet (127 mm zamiast 122 mm).
- Zwiększony zasięg i celność rakiet.
- Mniejsze, lżejsze i bardziej mobilne podwozie od ciężarówek SAMIL.
- Łatwiej zamaskować wyrzutnię dzięki plandece rozpinanej na stelażu co upodabnia pojazd do ciężarówki.

Została zaprojektowana jako wyrzutnia samobieżna, która może być łatwo transportowana w samolocie transportowym C-130 Hercules.
Rakiety kalibru 127, są długie na 2.68 metra i zostały zaprojektowane do zwalczania siły żywej i pojazdów lekko opancerzonych przeciwnika.

## Warianty
- Valkiri-22 (oryginalna wersja) – 24-prowadnicowa
- Bateleur (obecna wersja) – 40-prowadnicowa